# Argomenti di prova
Nel processo civile, il giudice, oltre alle prove legali, alle prove libere ed alle prove atipiche, può utilizzare gli argomenti di prova.
Il comma 2 dell'art. 116 c.p.c. prevede che il giudice possa desumere argomenti di prova da particolari situazioni verificatesi nel processo (vedi, ad esempio, il secondo comma dell'art. 118 c.p.c. la cui rubrica è "Ordine d'ispezione di persone e di cose". In esso si prevede che il rifiuto di eseguire tale ordine consente al giudice di desumere argomenti di prova). Gli argomenti di prova non hanno in sé ne il valore né l'efficacia dalla prova ma concorrono alla valutazione di altre prove.